# エルザタワー55
エルザタワー55は埼玉県川口市元郷にある超高層マンション。埼玉県で一番の高さを誇る超高層ビル及び超高層マンションである。
1998年に日本ピストンリング川口工場の跡地に建設された。2004年に東京都港区に汐留H街区超高層棟（アクティ汐留）が建設されるまでは住居としての建造物では日本最高(185.8m)であった（現在の順位は超高層マンションを参照）。

## 概要
吉永小百合主演の映画『キューポラのある街』（1962年公開）以来、川口市は鋳物の街として知られ、エルザタワー55の立地する元郷地区周辺には鋳物工場が集積していた。だが、次第に鋳物工場は新郷地区等への移転や廃業によって減少。マンション適地が続々と生まれていった。
1982年、大京が元郷地区において、とりわけ広大だった日本ピストンリング川口工場跡地約5.6ヘクタールを大規模総合開発を目的に取得。翌年に超高層マンションやショッピングセンター等を整備する総事業費約540億円を投じた「ライオンズスクエア」プロジェクトをスタートさせる。
プロジェクトにおいて最初に分譲されたマンションである「エルザタワー55」は、地下1階、地上55階建て。1994年10月に着工し、1998年7月に竣工した。総戸数は650戸。販売価格は最高で最上階55階・5LDKの1億7680万円。平均価格4000万円台で「日本一」の金看板で即日完売した。
これまでの超高層住宅には、街がもつべき「コミュニティ形成に必要な場」が不足していたとして、設計を手掛けた竹中工務店がその反省を踏まえ、エルザタワー55では超高層住宅を垂直に広がる街として捉えた「立体コミュニティ」を提案した。立体コミュニティは、120戸から180戸を一単位とした「近隣区」に住棟を分け、それを縦に積み重ねて構成する。それぞれの近隣区に相当する階には、廊下の手摺などの色を塗り分けて識別できるようにした。さらに近隣区ごとに「コミュニティコア」と呼ばれる用途を特化した共有施設を配置した。
1階のアトリウムロビーには各種サービスを提供するフロント係を置き、エレベーターはシースルー型とし、吹き抜け空間に躍動感を与え、シースルーエレベーターにすることで住人の目が届きやすいようにした。建物の足元には中高木約1000本、低木1万2000株を植え、シンボル広場、森のリビング、わんぱく広場等を設けた。また建物外周には修景池を整備。この池は住棟からの落下物で人がケガをしないよう、建物下に人を近づけない役目も持たせた。

### 大規模修繕工事
竣工から15年以上が経過した2013年頃から、管理組合が議論を始め、設備の劣化が進んでおり修繕が必要と判断し、清水建設の子会社、シミズ・ビルライフケアを施工業者に選定。2015年3月から修繕に着手し、外壁の塗装、ベランダの防水工事のほか、ビル外壁の継ぎ目や隙間を埋めるシーリング材の打ち替えなどを約2年かけ行った。工事費約12億円は全額を修繕積立金で賄った。

## 構造
1階はアトリウムロビー、2階は駐輪場で、3階より上のフロアが住居となる。居住者の交流の場として、またサークル活動の場として10階、20階、29階、36階、43階、55階に以下のコミュニティコアが設けられている。
- 10階 - キッズライブラリー
- 20階 - クラフトルーム
- 29階 - 和室サロン
- 36階 - スカイスタジオ
- 43階 - ゲストルーム
- 55階 - スカイラウンジ

7台のエレベーターのうち6台はシースルーエレベーターであり、11人乗りの高速エレベーターがそれぞれの階層に2台ずつ設置されている。残りの1台は非常用エレベーターである。エレベーターの乗り換え階である29階と43階は、居住者の憩いの場としてタウンプラザが設けられている。

## 周辺
近接して商業施設棟「ライオンズスクエア川口」（サミット川口エルザタワー店・ダンロップスポーツクラブ川口元郷店などが入る）が整備され、保育園（レオ保育園）・医療施設（川口第一クリニック）が誘致されたほか、2002年1月にはエルザタワー32（地下1階、地上32階、389戸）が竣工した。ほかに、川口市に敷地の一部を学校建設用地として提供した（2011年4月川口市立元郷南小学校が新築移転）。

## 立地
エルザタワー55がある南平地区、元郷は東京都との境である荒川から程近く、京浜東北線川口駅、国道122号に近い。また2001年に国道122号の地下に埼玉高速鉄道線が開通し、最寄り駅は川口元郷駅である。川口駅からは「元郷・エルザタワー循環」という系統のバスが運行されている。

### 交通
- 埼玉高速鉄道線 川口元郷駅から徒歩6分
- 京浜東北線 川口駅から徒歩18分
- 国際興業バス 元郷・エルザタワー循環（川24）エルザタワー前停留所